# Рысцева Горка
Рысцева Горка — деревня в Вельском районе Архангельской области. Относиться к муниципальному образованию «Ракуло-Кокшеньгское».

## География
Деревня расположена в 59 км на восток от Вельска по автодороге Вельск — Октябрьский, на левом берегу реки Кокшеньга (приток Ваги). До административного центра муниципального образования «Ракуло-Кокшеньгское», деревни Козловская, 11 километров по гравийной дороге.
Ближайшие населённые пункты: деревня Пугачёвская, на 2 километра южнее и деревня Ужмино, в 2 километрах севернее.
Часовой пояс
Рысцева Горка, как и вся Архангельская область, находится в часовой зоне МСК (московское время). Смещение применяемого времени относительно UTC составляет +3:00.

## Население
| 2002 | 2010 | 2012 | 2014 |
| ---- | ---- | ---- | ---- |
| 8    | ↘3   | →3   | ↘2   |

## История
Указана в «Списке населённых мест по сведениям 1859 года» в составе Вельского уезда Вологодской губернии под номером «2354» как «Рысцева Горка». Насчитывала 15 дворов, 52 жителя мужского пола и 55 женского.
В материалах оценочно-статистического исследования земель Вельского уезда упомянуто, что в 1900 году в административном отношении деревня входила в состав Чадромского сельского общества Леонтьевской волости. На момент переписи в Рысцевой Горке находилось 21 хозяйство, в которых проживало 63 жителей мужского пола и 64 женского. Из них 11 мужчин и 1 женщина были грамотными, либо обучались грамоте. Площадь общинно-надельной земли составляла 649 десятин, из низ 61 десятина использовалась под посевы, на которой выращивались в основном рожь (19 десятин), овёс (29 десятин) и ячмень (9,5 десятин), а под картофель было занято всего 0,1 десятины. 177 десятин использовалось для покоса, с которого собиралось по 5710 пудов сена, и 153 десятин были заняты под выгон скота. Жители деревни держали 24 лошади, 46 коров, 15 свиней и 43 овцы. Промыслами занималось 40 человека, из которых 10 в своей деревне, 28 в уезде, а 2 человека в Петербурге .